# Französische Badmintonmeisterschaft 1953
Die Französische Badmintonmeisterschaft 1953 fand in Issy-les-Moulineaux statt. Es war die vierte Austragung der nationalen Titelkämpfe im Badminton in Frankreich. Bronze im Herreneinzel gewannen Michel Le Renard und Maurice Mathieu, im Dameneinzel Claude Carvallo und Régina Augry.

## Finalergebnisse
| Disziplin    | Sieger                        | Finalist                         | Ergebnis            |
| ------------ | ----------------------------- | -------------------------------- | ------------------- |
| Herreneinzel | Henri Pellizza                | Paul Ailloud                     | 15-5, 15-10         |
| Dameneinzel  | Noëlle Ailloud                | Jeannie Boivin                   | 11-1, 11-2          |
| Herrendoppel | Henri Pellizza Paul Ailloud   | Michel Le Renard Maurice Mathieu | 5-15, 15-6, 15-8    |
| Damendoppel  | Noëlle Ailloud Jeannie Boivin | A. Durst Dugué                   | 14-18, 15-11, 15-11 |
| Mixed        | Henri Pellizza Noëlle Ailloud | Paul Ailloud Yvonne Girard       | 15-12, 11-15, 15-8  |